# Goodman (Wisconsin)
Goodman è un comune degli Stati Uniti, situato in Wisconsin, nella Contea di Marinette.